# 298 (číslo)
Dvě stě devadesát osm je přirozené číslo, které následuje po čísle dvě stě devadesát sedm a předchází číslu dvě stě devadesát devět. Římskými číslicemi se zapisuje CCXCVIII a řeckými číslicemi σϟη.

## Matematika
298 je:
- Poloprvočíslo
- Nešťastné číslo
- Nepříznivé číslo

## Astronomie
- (298) Baptistina je planetka hlavního pásu, kterou objevil v roce 1890 Auguste Charlois

## Doprava
- Silnice II/298 je česká silnice II. třídy vedoucí na trase Sezemice – Býšť – Třebechovice pod Orebem – Opočno – Dobruška – II/285[1][2][3]

## Ostatní
- +298 je mezinárodní telefonní předvolba Faerských ostrovů

## Roky
- 298
- 298 př. n. l.